# Paccià (militar)
Paccià (en llatí Paccianus) era un militar romà del segle i aC.
Era lleial al partit aristocràtic i Luci Corneli Sul·la el va enviar a Mauritània per ajudar a Ascalis, que era atacat pel cap democràtic Sertori, però Sertori el va derrotar, i Paccià va morir a la lluita, segons Plutarc.